# إسماعيل عزمي
إسماعيل عزمي محمد عزمي (1930 – 1984) عسكري مصري برتبة عقيد، كان قائدًا للواء 182 مظلات خلال حرب أكتوبر 1973.

## سيرته
وُلد إسماعيل عزمي محمد عزمي في القاهرة عام 1930. تخرج من الكلية الحربية عام 1950، وانضم عام 1953 إلى سلاح المشاة ضمن أول فرقة قوات للإنزال الجوي.
في عام 1954 توجه إلى الولايات المتحدة الأمريكية حيث تلقى فيها تدريباتٍ عسكريةٍ مُتقدمة في القفز بالمظلات، كما تلقى هناك كافة تدريبات قوات المارينز الأمريكية. وبعد عودته إلى مصر أسس  مدرسة المظلات في أنشاص والتي تخرج منها عددٌ من رجالات المظلات المصرية.
نال درجة الماجستير في العلوم العسكرية، كما حصل على درجة "أركان حرب" في مطلع الستينات حينما كان برتبة رائد، وتدرج في المناصب العسكرية المصرية.
شارك في حروبٍ عديدةٍ وهي: العدوان الثلاثي عام 1956، وحرب اليمن عام 1962، وحرب الاستنزاف منذ عام 1967 وحتى عام 1973 التي استمرت لستِ سنواتٍ متتالية، ثم حرب أكتوبر عام 1973 والتي أصيب خلالها بالصمم إثر الانفجارات وعُولج وشُفي جزئيًا حيث شُفيت إحدى أُذنيه.

## وفاته
تُوفي إسماعيل عزمي عام 1984 عن عمرٍ يُناهز 54 عامًا.